# Sturdza
Sturdza (Stourdza) är en bojarfamilj från Moldova, som kan spåras tillbaka till 1400-talet och på 1600-talet delade sig i två huvudgrenar.

## Bemärkta släktmedlemmar
- Ioan Sturdza
- Alexandru Sturdza
- Mihail Sturdza
- Grigore Sturdza
- Dimitrie A. Sturdza